# Brachycentrus signatus
Brachycentrus signatus is een schietmot uit de familie Brachycentridae. De soort komt voor in het Nearctisch gebied.